# J'ai rencontré le Diable
Pour plus de détails, voir Fiche technique et Distribution.
J'ai rencontré le Diable (hangeul : 악마를 보았다 ; RR : Akmareul boatda) est un thriller horrifique sud-coréen réalisé par Kim Jee-woon, sorti en 2010.
Ce film a été présenté en compétition officielle au festival du film asiatique de Deauville et au festival du film de Sundance en 2011, récoltant trois prix au festival international du film fantastique de Gérardmer dans la même année.

## Synopsis
Soo-hyun, jeune agent des services secrets sud-coréen, se lance à la poursuite du tueur en série qui a tué sa fiancée alors enceinte, avec en tête un plan de vengeance aussi diabolique que l'est le criminel avec ses victimes.
Il récupère la liste des quatre principaux suspects de la police. Il torture les deux premiers pour s'assurer qu'ils ne sont pas responsables. Lorsqu'il s'introduit chez le troisième suspect, Kyung-chul, il découvre la bague de sa fiancée. Il met alors en œuvre son projet de vengeance.
Alors que Kyung-chul est sur le point de violer une nouvelle victime, Soo-hyun intervient, et le torture. Pendant qu'il est inconscient, il lui fait avaler une capsule munie d'un récepteur GPS et d'un microphone. À partir de ce moment, Soo-hyun est capable de localiser et d'entendre Kyung-chul à tout moment.
Kyung-chul se réveille plus tard, toujours sur les lieux de l'agression, à côté d'une enveloppe contenant de l'argent. Il marche le long de la route et se fait prendre en stop par un taxi contenant déjà un passager. Devinant qu'il s'agit de deux bandits ayant l'intention de le voler et de l'assassiner, l'un étant le quatrième suspect non visité de Soo-hyun, il frappe le premier et les tue tous les deux, avant de retrouver le corps du vrai chauffeur de taxi dans le coffre. Il va se faire soigner chez un médecin, et avant de partir, il s'enferme avec la secrétaire, et la force à lui faire une fellation. Soo-hyun qui suit la scène à distance grâce au microphone, intervient à ce moment. Il torture à nouveau Kyung-chul.
Le père et la sœur de son ancienne fiancée, tous les deux au courant des agissements de Soo-hyun, lui suggérent d'abandonner son projet. Soo-hyun refuse.
Kyung-chul se réveille dans un lieu désert. Se doutant qu'il a un mouchard électronique sur lui, il abandonne sa voiture. Il se rend chez un ancien ami, et brûle ses vêtements. Son ami est un cannibale, et lorsqu'il sort une femme d'un cachot et s'apprête à la découper, Soo-hyun apparait et l'immobilise. Il commence à lui faire subir le même sort que ses victimes, mais Kyung-chul alerté par le bruit surgit. Une poursuite s'engage dans la maison, et Soo-hyun arrive à assommer les deux hommes. Il s'acharne ensuite sur le corps de Kyung-chul.
Les deux hommes se retrouvent à l'hôpital. Kyung-chul apprend que le mouchard est dans son corps, et qu'il peut l'expulser avec une diarrhée. Il découvre également l'identité de Soo-hyun.
Sorti de l'hôpital, Kyung-chul se rend dans une pharmacie pour prendre des laxatifs. Il expulse le mouchard, et se rend chez le père pour le torturer. La sœur arrive dans la maison. Kyung-chul l'enlève. Soo-hyun comprend de son côté le projet de Kyung-chul, mais arrive trop tard.
Plus tard, alors que la police est sur le point d'arrêter Kyung-chul qui finalement se rend, Soo-hyun le capture. Il le torture à nouveau, et demande à la famille de Kyung-chul de venir sur les lieux. Il construit un mécanisme qui déclenche une guillotine lorsqu'une porte est ouverte. La famille arrive, et Kyung-chul est décapité quand les membres entrent dans la pièce. Soo-hyun, qui écoute la scène à distance avec un nouveau mouchard, éclate en sanglots.

## Fiche technique
- Titre : J'ai rencontré le Diable
- Titre original : 악마를 보았다 (Akmareul boatda)
- Réalisation : Kim Jee-woon
- Scénario : Park Hoon-jung
- Décors : Cho Hwa-sung
- Costumes : Kwon Yoo-jin
- Photographie : Lee Mo-gae
- Son : Choi Tae-young
- Montage : Nam Na-yeong
- Musique : Mowg
- Productions : Kim Hyun Woo, Jeong Hun-You (exécutif) et Greg Moon (exécutif)
- Sociétés de production : Showbox/Mediaplex ; Softbank Ventures, Peppermint & Company et Siz Entertainment (coproduction)
- Sociétés de distribution : Showbox/Mediaplex (Corée du Sud), ARP Sélection (France), D Films (Canada)
- Pays d'origine : Corée du Sud
- Langue originale : coréen
- Format : couleur — 1.85 : 1 — Son Dolby Digital
- Genres : Drame, horreur, policier, thriller
- Durée : 141 minutes
- Dates de sortie :
  - Corée du Sud : 12 août 2010
  - États-Unis : 4 mars 2011
  - France : 6 juillet 2011
- Classification : 
  - Interdit aux moins de 16 ans avec avertissement (CNC, France)
  - Interdit aux mineurs (Teenager restricted (18+), KMRB, Corée du Sud)

## Distribution
- Lee Byung-hun (VF : Gilles Morvan) : Soo-hyun
- Choi Min-sik (VF : Bernard Bollet) : Kyung-chul
- Jeon Kuk-hwan (VF : Philippe Catoire) : le capitaine Jang
- Cheon Ho-jin (VF : Mathieu Buscatto) : le lieutenant Oh
- Oh San-ha (VF : Geneviève Doang) : Joo-yun
- Kim Yun-seo : Se-yun
- Choi Moo-sung : Tae-joo
- Kim In-seo : Se-jung

## Production

### Développement
En plein scénario, le titre était à l'origine 아열대의 밤, Ayeoldae, littéralement Nuit subtropicale.

### Distribution
Le réalisateur Kim Jee-woon, ayant tourné deux autres longs-métrages d'horreur Deux sœurs et d'action A Bittersweet Life qui ont connu un petit succès en Europe, retrouve d'ailleurs ici l'acteur Lee Byung-hun qui tenait le premier rôle du dernier film cité. Le rôle du dangereux psychopathe est ici tenu par Choi Min-sik, connu pour être la star des films de Park Chan-wook, Old boy et Lady Vengeance. Choi Min-sik avait lui aussi déjà travaillé avec Kim lors du tout premier film de ce-dernier, The Quiet Family.

## Réception
Ce film est sorti le 12 août 2010 en Corée du Sud. Sous le titre international I saw the Devil, l'avant-première a eu lieu en septembre 2010 au Festival international du film de Toronto au Canada et au Festival de Saint-Sébastien en Espagne ainsi qu'au Festival international du film de Catalogne en octobre 2010.
En France, en raison de la censure impliquée par le comité de classification coréen Korea Media Rating Board (KMRB), le film s'est vu repoussé à cette date à cause de sa violence alors que sa sortie initiale était prévue le 11 août 2010. Il a été d'abord projeté au Festival international du film fantastique de Gérardmer en janvier 2011 avant qu'il ne sorte le 6 juillet 2011 dans les régions françaises.

### Accueil critique
En France, le site Allociné propose une moyenne de 4,2⁄5, d'après l'interprétation de 19 critiques de presse.

## Distinctions

### Récompenses
- Asian Film Awards 2011[4] : Prix du meilleur montage (Nam Na-young)
- Festival international du film fantastique de Gérardmer 2011[5] :
  - Prix de la critique internationale
  - Prix du jury jeunes
  - Prix du public
- Festival international du film fantastique de Bruxelles (BIFFF) 2011[6][source insuffisante] :
  - Corbeau d'or
  - Grand prix du BIFFF

### Nominations
- Festival de Saint-Sébastien 2010 :
  - Coquillage d'or du meilleur film
  - Coquillage d'argent du meilleur réalisateur
  - Prix spécial du jury
- Asian Film Awards 2011 : prix de la meilleure photographie pour Lee Mo-gae
- Festival international du film fantastique de Gérardmer 2011 :
  - Grand prix
  - Prix du jury
  - Prix du jury SyFy Universal
- Festival Hallucinations collectives 2011 : gand prix long-métrage